# سباق الدراجات النارية على المنعطفات
سباق الدراجات النارية على المنعطفات (بالإنجليزية: Motorcycle speedway)‏ وتسمى أيضاً سبيدواي (بالإنجليزية: speedway)‏ وهي رياضة سباق دراجات نارية، ويكون السباق فيها بين 4 أو 6 متسابقين، تكون في مضمار بيضوي ذو في اتجاه عقارب الساعة ويكون السباق فيه 4 لفات، ويستخدم فقط الترس في هذا السباق ولا يستخدم فيها المكابح ،ويكون المضمار منبسط وبيضوي الشكل وترابي، مملوء بأحجار السُجيل أو الدولوميت (خصوصاً في أستراليا و نيوزيلندا)، المتنافسون يقومون بتحريك أجسادهم لكي يتحكموا بإتجاة حركة الدراجة النارية، وعند المسار المستقيم يقود المتسابقين الدراجة النارية بسرعة 70 ميل في الساعة (110 كم).
بدأت هذه الرياضة في الولايات المتحدة إبان الحرب العالمية الأولى، وثم إنتقلت إلى أوروبا و أستراليا وظهرت أنواع أخرى لهذه الرياضة، وثم بدأت منافسات كأس العالم لسباق الدراجات النارية على المنعطفات في 2001، لدى هذه الرياضة حالياً شعبية كبيرة في دول شمال ووسط أوروبا ولها شعبية أقل في أستراليا و أمريكا الشمالية، مع ذلك في تعتبر من أخطر رياضات المحركات على المتسابقين نظراً لكثرة سقوط المتنافسين في هذه الرياضة.